# Yolanda Morazzo
Yolanda Morazzo (São Vicente, 16 de dezembro de 1927 - Lisboa, 27 de janeiro de 2009) foi uma escritora e poetisa Caboverdiana de língua portuguesa.

## Biografía
É diplomada com o curso superior de Francês e o curso superior de Moderna Literatura Francesa, da Alliance Française e com o curso de Ingês do Instituto Britânico. 
Em 1958, parte para Angola acompanhando o marido e aí permanence no período convulso da guerra colonial, de 58 a 68. Findo esse tempo foi viver para Luanda onde lecciona no ensino particular, trabalhando ao mesmo tempo na Embaixada da Jugoslávia.
Neta de José Lopes, um dos maiores e mais cultos poetas de Cabo Verde, cedo revelou a sua poesia, tendo feito parte do Grupo do Suplemento Cultural.

## Obras
- Cantico de ferro: Poesia de Intervenção (Edições Petra, 1976).[2]
- Poesia completa: 1954-2004. Imprensa Nacional-Casa da Moeda, 2006.[3]

## Curiosidades
Um poema seu, Barcos, encontra-se no CD Poesia de Cabo Verde e sete poemas de Sebastião da Gama, de Afonso Dias.